# Nowa Majaczka
Nowa Majaczka (ukr. Нова Маячка) – osiedle typu miejskiego na Ukrainie w rejonie oleszkowskim obwodu chersońskiego.